# اسلاو، انگلستان
latitudeاسلاو، انگلستانlongitudeاسلاو، انگلستان
اسلاو، انگلستان (به انگلیسی: Slough) شهری در منطقهٔ بیرمنگام کشور انگلستان است که این کشور خود بخشی از بریتانیا محسوب می‌شود. این شهر در سال ۱۹۹۱ میلادی ۱۱۰٫۷۰۸ نفر جمعیت داشته و در سرشماری سال ۲۰۰۱ جمعیت آن به ۱۲۶٫۲۷۶ نفر رسیده است. میزان رشد سالانهٔ جمعیت اسلاو، انگلستان ‎-۰٫۵ درصد می‌باشد و جمعیت این شهر در سال ۲۰۱۲ به ۱۱۹٫۴۴۴ نفر تغییر یافت.

## نگارخانه

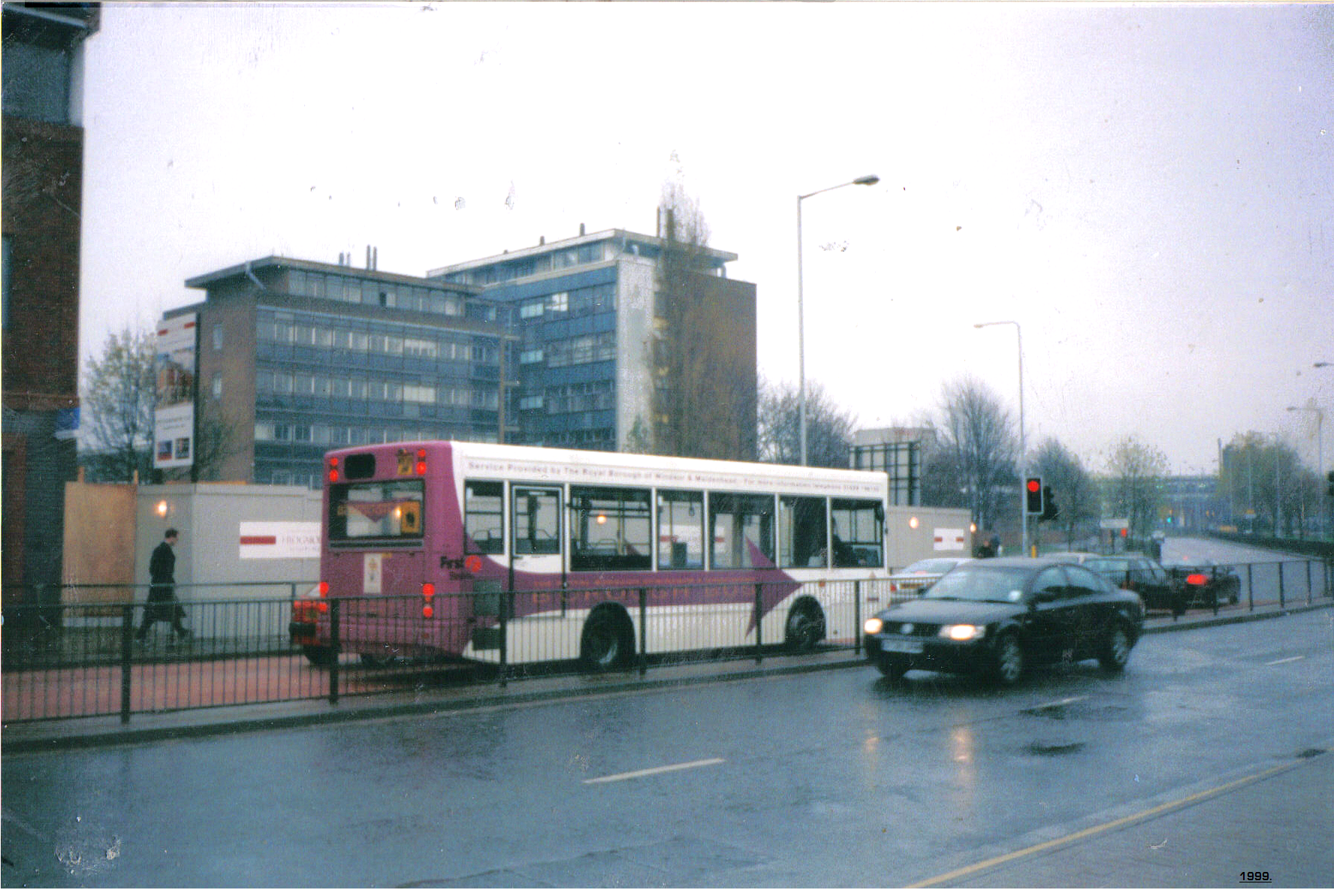
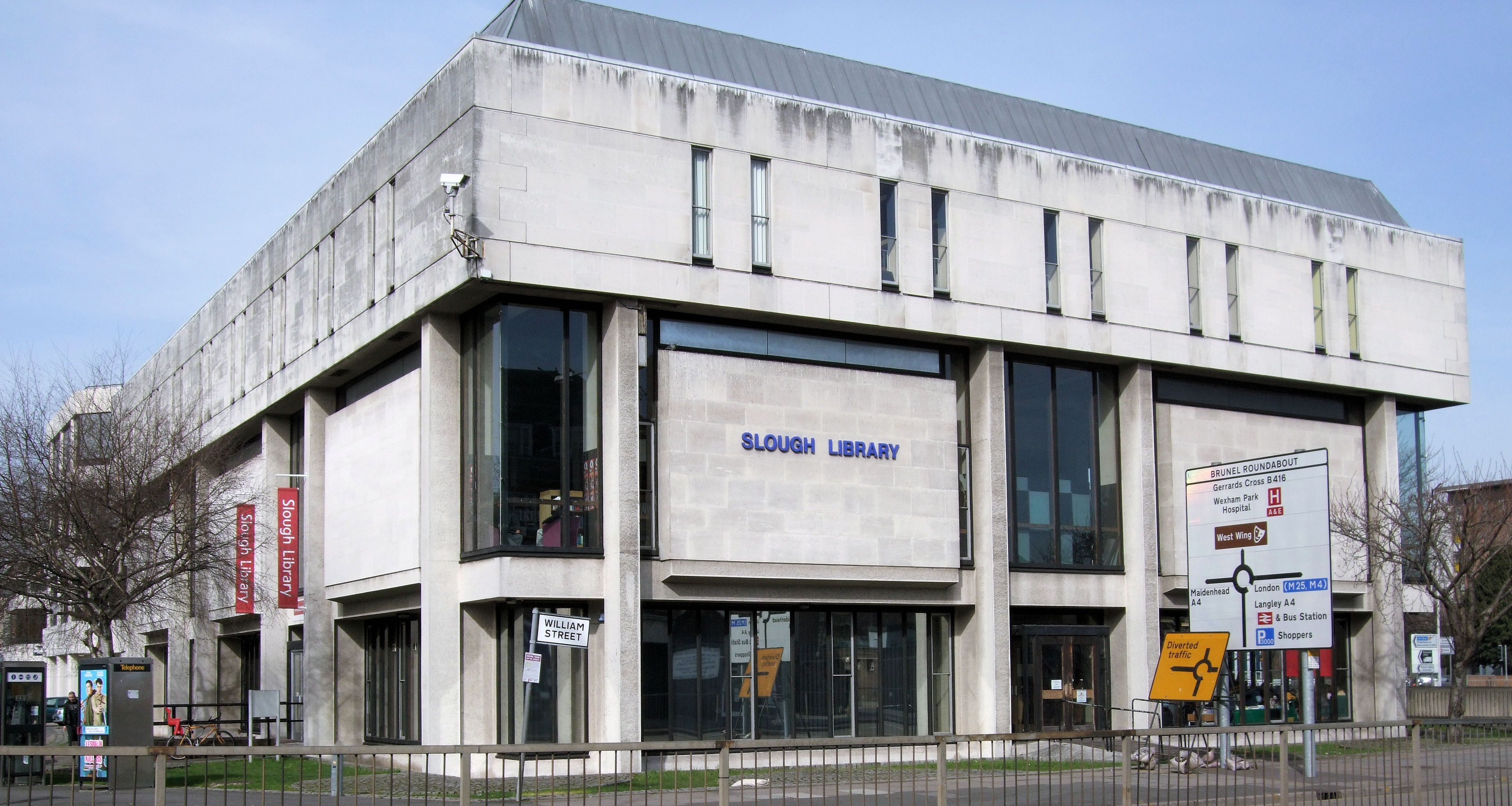
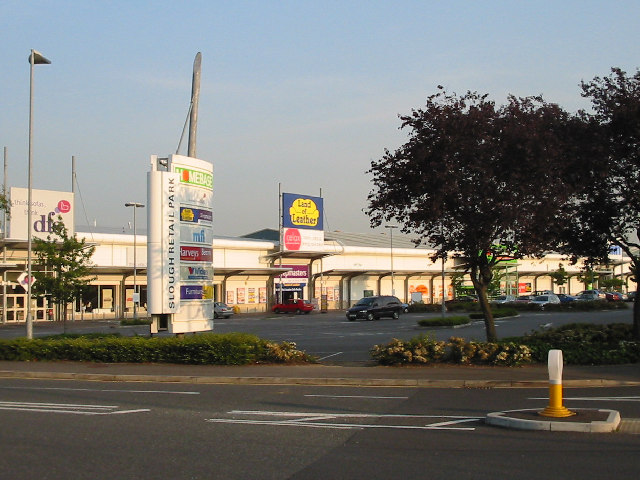
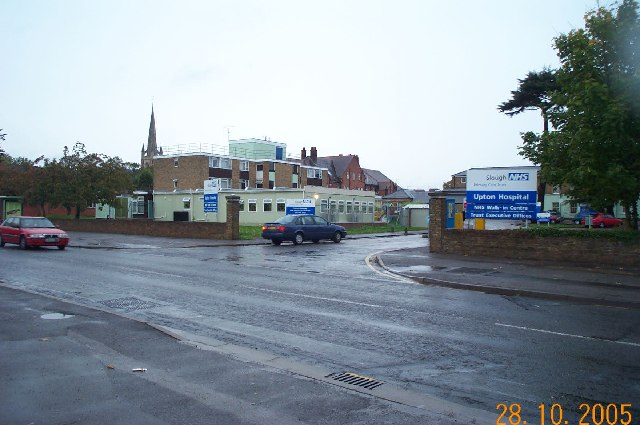